# Orriols (Báscara)
Orriols es un pueblo que se encuentra en el sector meridional del término municipal de Báscara, municipio al que pertenece desde 1845, en la divisoria de aguas de los ríos Ter y Fluviá y junto a la carretera que va de Gerona a Figueras. En 2013 tenía 165 habitantes.
El pueblo celebra su Fiesta Mayor de San Ginés el domingo más próximo al 28 de agosto y la Festa del Remei el segundo domingo de octubre.

## Historia
El lugar es nombrado ya en 922 (terminus Orioles) como límite sur del alodio de Báscara, posesión del obispado de Gerona. En 921 o 925 aparece como Oriolus villae y en 1027 se encuentra documentado el Fiscus de Orriols. Formó parte del Condado de Gerona.

## Lugares de interés

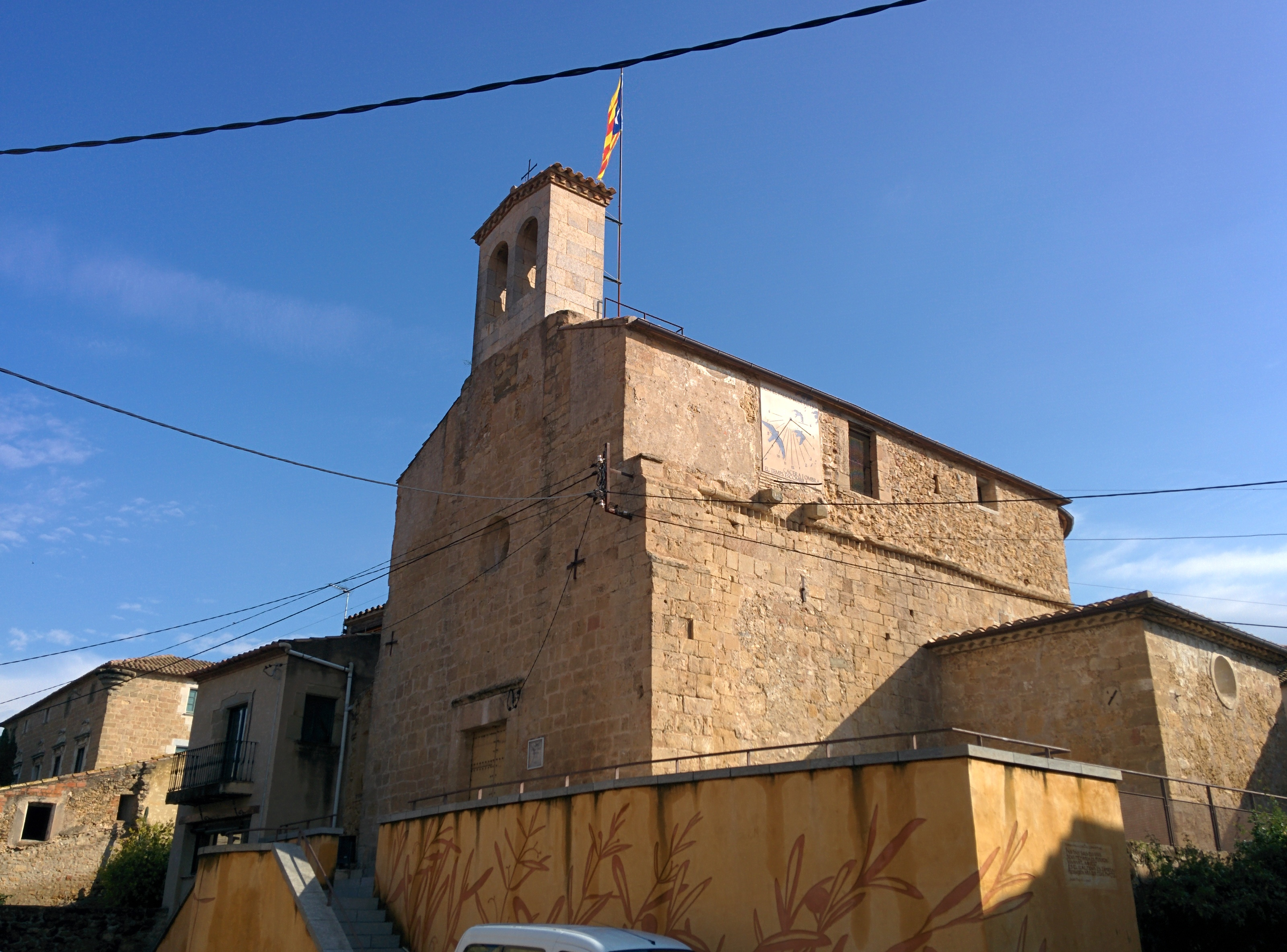
Sant Genís d'Orriols

### Iglesia de San Ginés (Sant Genís d'Orriols)
Edificio románico, ya nombrado en 1066, de los siglos XII-XIII, de una nave con ábside semicircular. La portada fue reformada en 1861 y el campanario, de espadaña, es moderno.

### Castillo-Palacio de Orriols
Gran edificio de planta rectangular y de patio central de los siglos XVI-XVII, con una notable fachada renacentista decorada con ventanas enmarcadas con motivos geométricos. En 1988 fue declarado Bien de Interés Cultural.
La jurisdicción del castillo, documentado desde 1265, perteneció a la familia Orriols, muy influyente en el siglo XIV, la cual poseyó también Foixà y Albons. A finales de ese siglo pasó a los Avellaneda, los cuales emparentaron con los Desbac.
Actualmente, el edificio está dedicado a la restauración.

## Orriols en elDiccionario geográfico-estadístico-histórico(1845-1850)
Debido a su enorme interés documental e histórico, se transcribe a continuación, sin abreviaturas y respetando la grafía original, el artículo que sobre Orriols aparece en el monumental Diccionario geográfico-estadístico-histórico de España y sus posesiones de Ultramar, obra de Pascual Madoz:

ORRIOLS: lugar en la provincia, partido judicial y diócesis de Gerona (3 leguas), audiencia territorial, capitanía general de Barcelona (23 leguas), ayuntamiento de Bascara; situado en terreno llano, a la izquierda del camino de Gerona á Figueras, con buena ventilación y clima templado y sano. Tiene 30 casas; una iglesia parroquial (San Ginés) servida por un cura de ingreso, de provisión real y ordinaria; un cementerio en parage ventilado, y un antiguo castillo derruido. El término confina al norte con Bascara, al este con Llampayas, al sur con Viladesens y al oeste con Terradellas. El terreno es arcilloso, de secano, y todo en cultivo: le cruza el mencionado camino en buen estado. El correo se recibe de Bascara. Producción: trigo, legumbres, vino y aceite; cria caza de perdices, liebres y conejos. Poblacion: 16 vecinos, 89 almas. Capital productivo: 1.821.200 reales. Imponible: 45'530 reales.